# Фролово

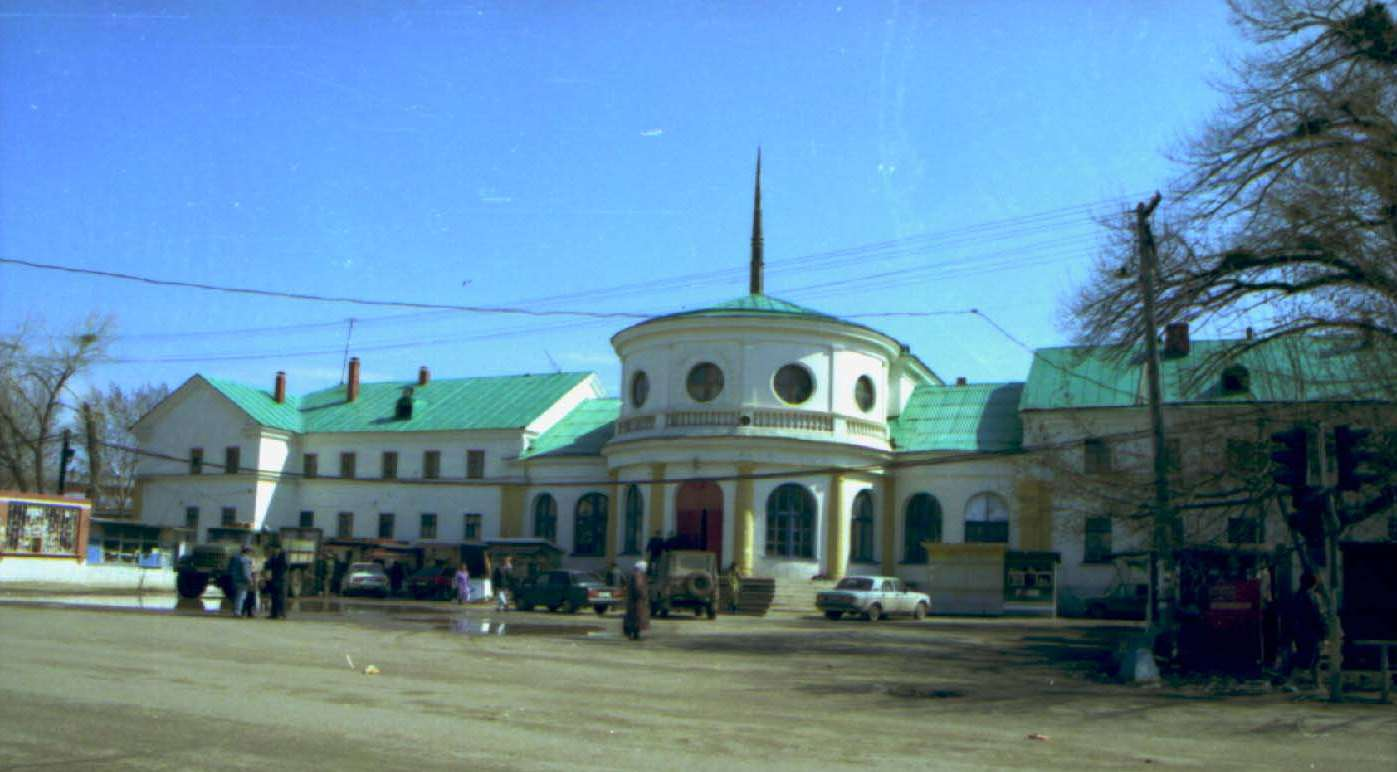
Вокзал м. Фролово

Фролово — місто (з 1936) обласного значення в Росії, адміністративний центр Фроловського району Волгоградської області, адміністративний центр міського округу «Місто Фролово». Розташоване на річці Арчеда (басейн Дону), в центральній частині Волгоградської області за 148 км на північний захід від міста Волгоград. Територія міста — 58 км². Залізнична станція, розташована в місті, носить назву Арчеда. Неподалік від міста проходить Федеральна дорога «Каспій».

## Історія
Засноване на території Донського козацького війська. Перша згадка — 1859 рік, як про хутір Лижинський (назва утворена від прізвища Лижин). В 1868—1871 роках через ці краї прокладено залізниця Грязі — Поворіно — Царицин. Спорудження залізниці дало стимул для розвитку прилеглих до неї станиць та хуторів. Поруч з хутором Лижинським (та за 2 км від хутора Фролова) з'явилася станція Південно-Східної залізниці з вокзалом, водокачкою та великим паровозним депо. Спочатку станція називалася Михайло-Чертково (на честь наказного отамана Війська Донського в 1874—1881 роках, генерал-лейтенанта Михайла Івановича Черткова), а в 1875 році отримала нову назву від прилеглої річки Арчеда (до революції станцію частіше називали Арчада).
Хутори Лижинський та Фролов, що розташовувалися на річці Арчеда, стали зростати у бік станційного селища — і незабаром об'єдналися з ним. Внаслідок зростання населення, з'явилася потреба в церкві. Церква в ім'я Різдва Пресвятої Богородиці була побудована на пожертви мешканців у 1886 році.
У переписі 1897 фігурував хутір Лижинський (під цим же ім'ям згадується він і в XIV томі «России» Семенових-Тян-Шанських, 1910 р.), він же Фролово, — але в ряді видань кінця XIX століття вживається одна назва Фролово.
В 1936 році козацький хутір Фроловський перетворено на місто Фролово, яке в 1976 році набуло статусу міста обласного підпорядкування.

## Географія
Забудова міста характеризується переважно приватним сектором, а також багатоповерховими будинками. В околицях міста є природні ресурси: нафта, природний газ, вапняк.

## Економіка

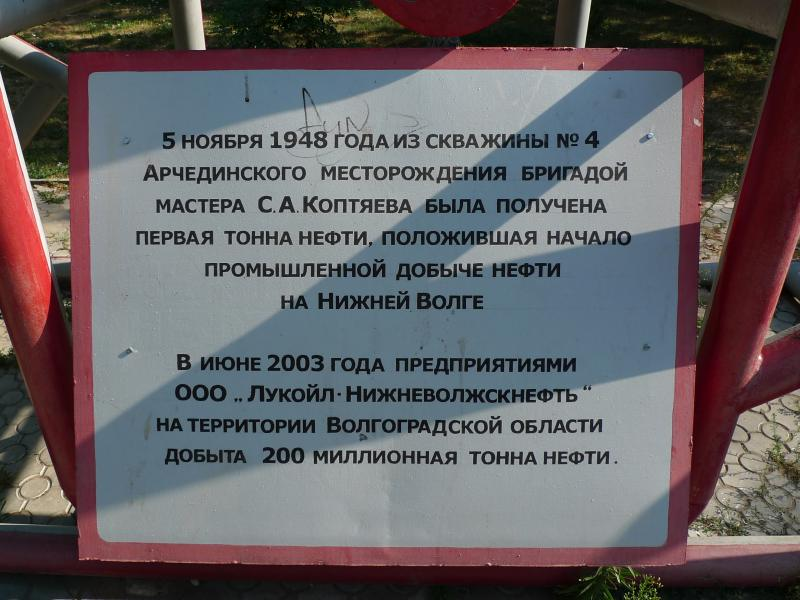
Пам'ятна табличка «Здобута 200-мільйонна тонна нафти»

Фролово є великим промисловим центром Волгоградської області, тут розташовані 44 промислових підприємства. 

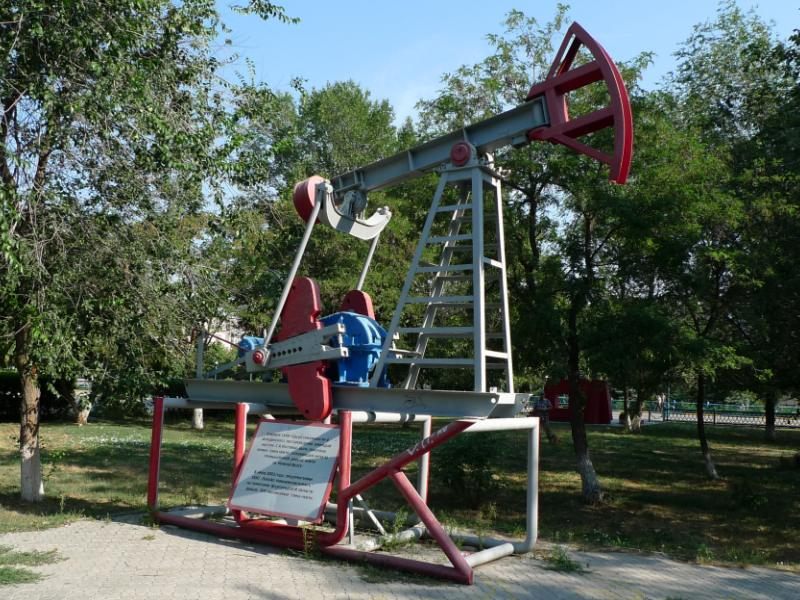

## Транспорт
Залізничний

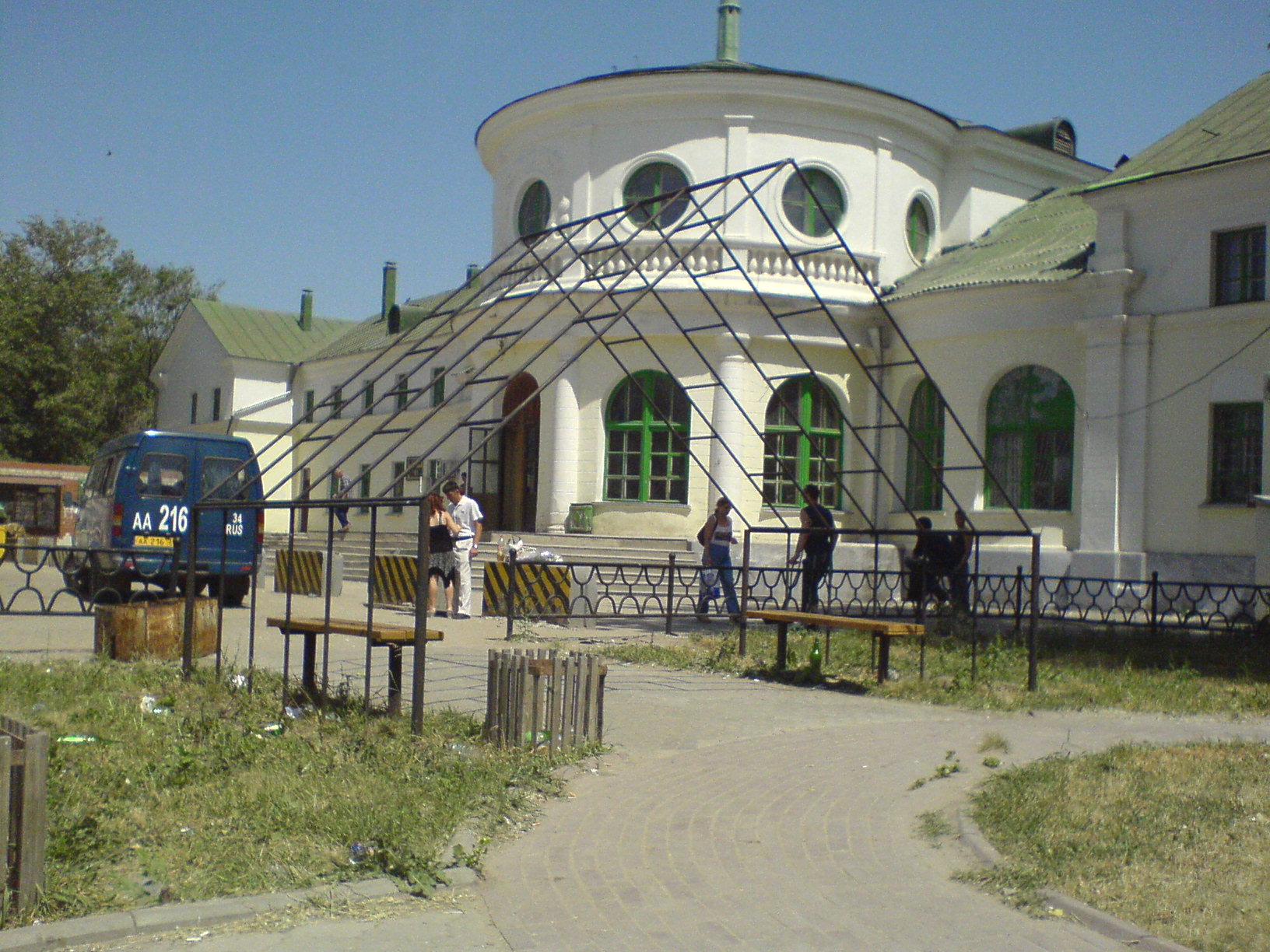
Вокзал міста Фролово

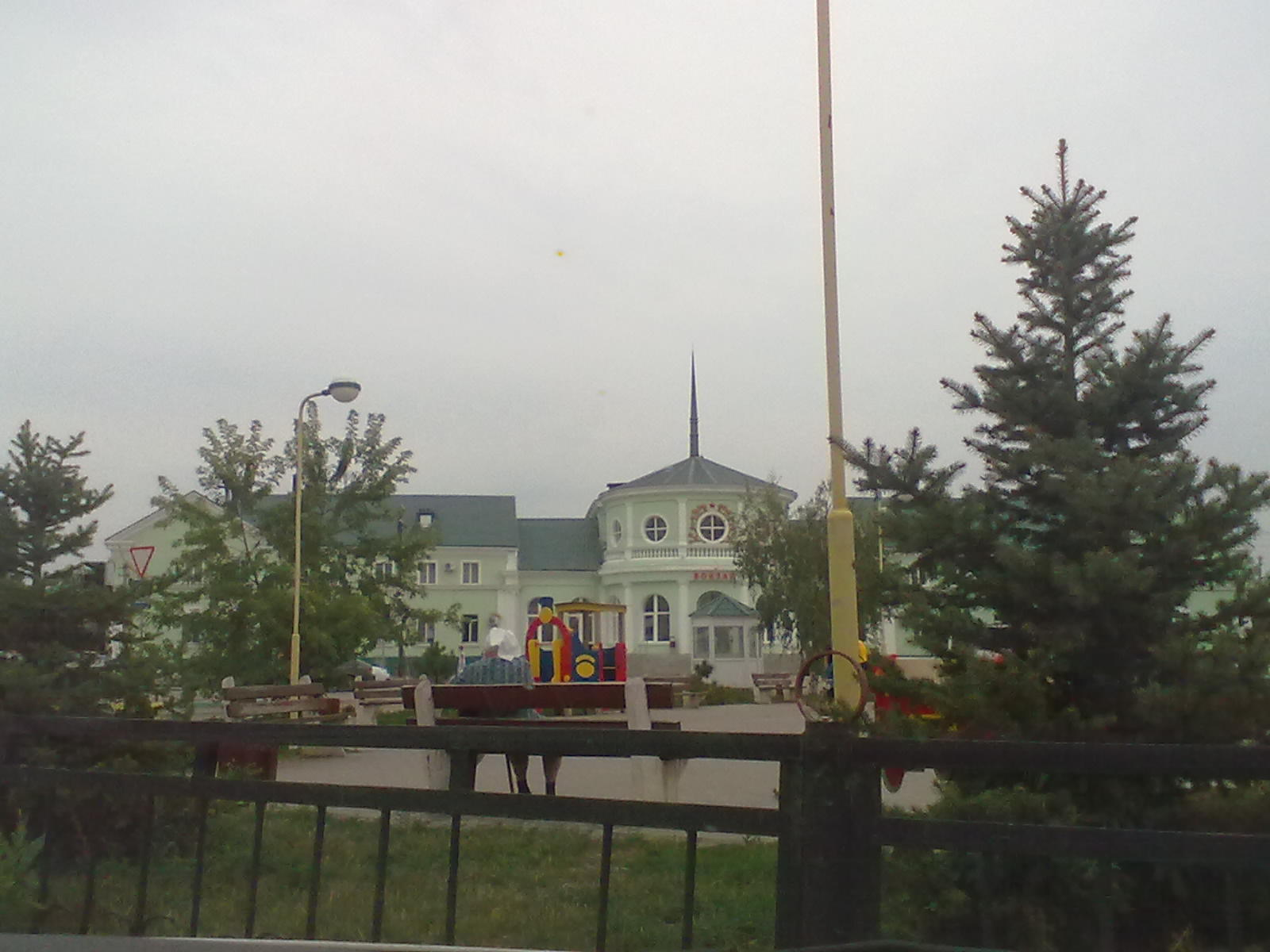
Відреставрований вокзал (Привокзальна площа).

Через місто прокладено лінію Приволзької залізниці. Залізнична станція «Арчеда» має дві дистанції і ряд промислових залізничних об'єктів. Є також вантажна залізнична станція «Заводська».
Автомобільний
Неподалік від міста проходить автомагістраль федерального значення «Каспій». Через місто проходить траса місцевого значення Фролово — Камишин. Також по місту проходять траси Фролово — Падок, Фролово — Даниловка.
Автобусний
Транспортний комплекс міського округу представлений двома автотранспортними підприємствами — ВАТ «Автоколона-1728», ГУП ВО ПАТП «Фролівській». Діє внутрішньоміське та міжміське сполучення.

## Пам'ятки
- Богоявленський собор — відкритий в 2008

- Пам'ятник фроловчанам, загиблим в роки Другої Світової війни;
- Пам'ятник фроловчанам-залізничникам, загиблим у ДСВ;
- Верстат-качалка в сквері, на якій написано «Здобута 200-мільйонна тонна нафти»;
- Будинок купця Дєєва (XIX століття);
- Каплиця пам'яті всіх загиблих у війнах XX століття;
- Пам'ятник воїнам, загиблим в Афганістані;
- Червоний велосипед — велосипед, що не проїхав жодного метра;
- Пам'ятник Кудінова;
- Пам'ятник Зінаїді Віссаріонівні Єрмольєвій;
- «Нульовий кілометр», що розташований на Привокзальній площі;
- Будинок скульптора Миколи Пахомова по вул. Калініна, зі скульптурним ансамблем на території його домоволодіння
- Алея Героїв

Архітектурно-парковий комплекс «Зарічний»
- каплиця святих Петра і Февронії Муромських;
- бронзовий монумент «Добрий Ангел Миру»;
- міст молодят;
- сонячний годинник;
- лава у формі серця;
- алея Наречених;

## Міста-побратими
- Чехія Карвіна, (24 серпня 1971)  [Архівовано 5 травня 2017 у Wayback Machine.]

|                           |
| Вид на Привокзальну площу |

|                                 |
| «Чеські будинки» в центрі міста |

|                        |
| Залізнична поліклініка |

|             |
| Центр міста |

|  |
|  |

|                                                   |
| «Кулацьке селище» (північно-східна околиця міста) |